# Raf Mattioli
Raf Mattioli, all'anagrafe Raffaele Mattioli (Napoli, 18 ottobre 1936 – Roma, 12 ottobre 1960), è stato un attore italiano.

## Biografia
Figlio del cardiologo napoletano Domenico Mattioli e di Anna Maria Ricciardi, all'età di vent'anni raggiunse Roma, attratto dal mondo del cinema. Dopo aver partecipato a vari provini, venne scelto da Alberto Lattuada per la parte del protagonista nel film Guendalina (1957): sarà il primo lavoro di una breve carriera, per la morte prematura avvenuta  all'hotel Parioli durante le riprese del film Le baccanti, causata da un'improvvisa ischemia all'età di soli 24 anni.

## Filmografia
- Guendalina, regia di Alberto Lattuada (1957)
- Vacanze a Ischia, regia di Mario Camerini (1957)
- Il corsaro della mezza luna, regia di Giuseppe Maria Scotese (1957)
- Giovani mariti, regia di Mauro Bolognini (1958)
- Primo amore, regia di Mario Camerini (1959)
- Estate violenta, regia di Valerio Zurlini (1959)
- I ragazzi dei Parioli, regia di Sergio Corbucci (1959)
- Tunisi top secret, regia di Bruno Paolinelli (1959)
- La legge (La Loi), regia di Jules Dassin (1959)
- Le baccanti, regia di Giorgio Ferroni (1960)

## Doppiatori italiani
- Massimo Turci in Giovani mariti, Il corsaro della mezza luna, Le baccanti
- Dante Biagioni in Guendalina